# ACRCloud
ACRCloud (раніше Syntec TV) — платформа автоматичного розпізнавання вмісту, заснована на технології акустичних відбитків пальців. Його творець мав допомогти медіа, мовникам та розробникам додатків ідентифікувати, контролювати та монетизувати вміст на другому екрані.
ACRCloud дозволяє користувачеві завантажувати власний вміст та передавати живі стрічки для ідентифікації звуку та моніторингу трансляції. Крім цього, ACRCloud проіндексував понад 68 мільйонів композицій у своїй музичній базі відбитків пальців. ACRCloud запускає всесвітню базу даних радіостанцій з понад 30 тис. радіостанцій у липні 2018 року, що дозволяє клієнтам відстежувати музику та власний вміст на радіостанції, не збираючи URL-адреси потоків радіостанцій.

## Особливості
Основною послугою ACRCloud є розпізнавання музики, моніторинг вмісту, ідентифікація та активація вмісту в прямому ефірі та попередньо записана стрічка, а також пропонує моніторинг трансляції, вимірювання звуку та рішення щодо дотримання авторських прав.  Для розробників ACRCloud підтримує SDK для Android, iOS (та iPadOS), Java та python.

## Клієнти
Серед клієнтів:
Розпізнавання музики та розпізнавання наспівування: Anghami,  Xiaomi,  Deezer та ін.